# کسکو

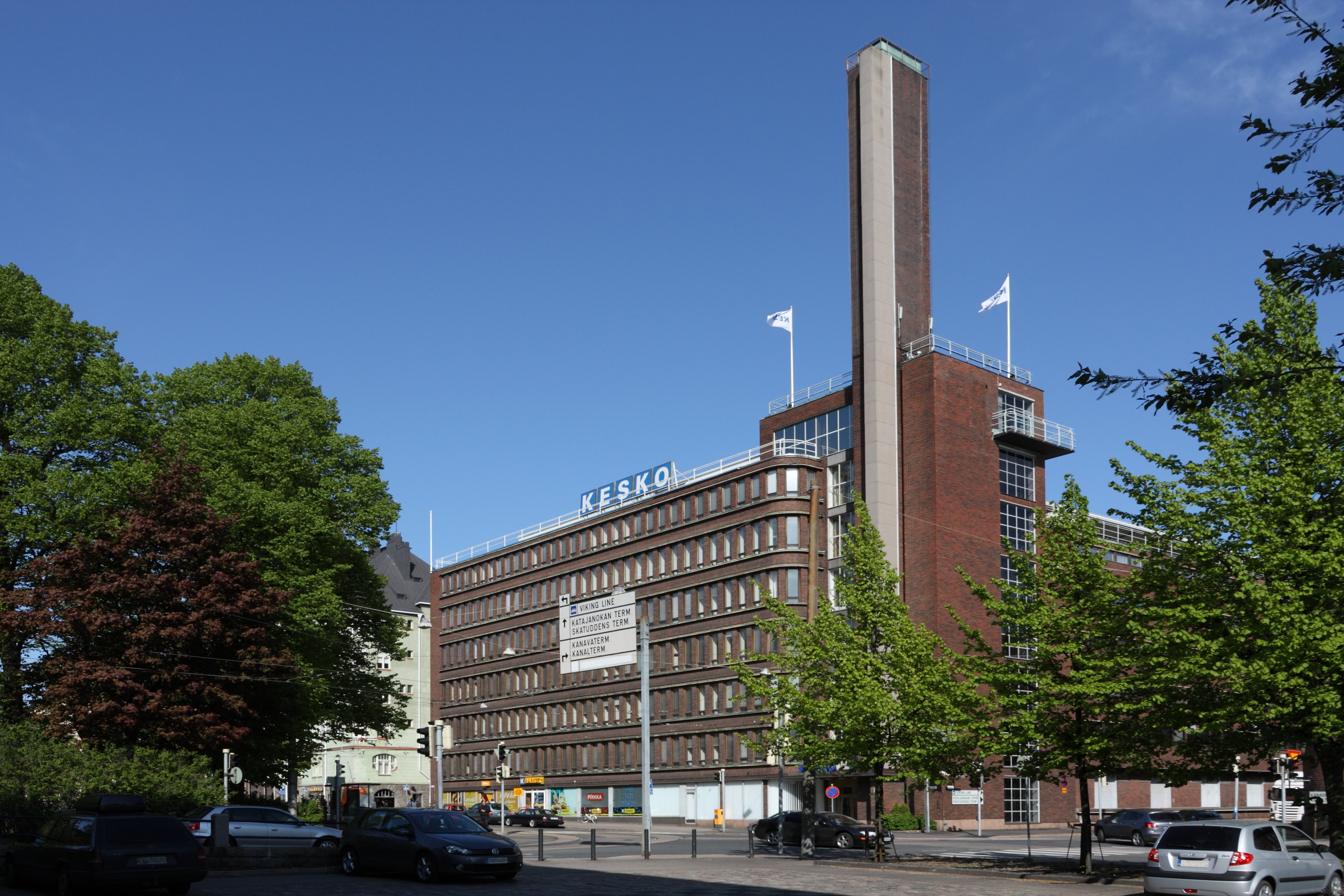
ساختمان مرکزی کسکو، در شهر هلسینکی

کسکو (به فنلاندی: Kesko) شرکت خرده‌فروشی فنلاندی است، که دفتر مرکزی آن در شهر هلسینکی قرار دارد.
این شرکت در زمینه تجارت لوازم خانگی و مواد غذایی، ساخت‌وساز و معامله املاک مسکونی، طراحی داخلی، تجارت کالاهای لوکس، خرید و فروش خودرو، وسایل نقلیه تجاری و ماشین‌آلات صنعتی نیز فعالیت می‌کند. 
شرکت کسکو این معاملات و خدمات را از طریق شرکت‌های تابعه خود اجرا و ارائه می‌نماید. این شرکت‌ها در کشورهای سوئد، نروژ، استونی، لتونی، لیتوانی، روسیه و بلاروس مستقر می‌باشند. 